# 로노크
로노크(영어: Lonoke)는 미국 아칸소주에 위치한 도시이다. 2010년 기준으로 인구는 4,245명이다. 미국 남북 전쟁 도중 북군이 주둔하면서 형성되기 시작했으며 전쟁 후 철도역과 가깝다는 점에서 도시가 설립되었다. 전체 인구 중 70% 이상이 백인이며, 20%가 흑인이다. 1928년 하계 올림픽 멀리뛰기 금메달리스트인 에드 햄과 전 민주당 상원 원내대표였던 조셉 로빈슨이 이 도시 출신이다.

## 인구
| 인구조사              | 인구  | Note  | %±    |
| --------------------- | ----- | ----- | ----- |
| 1880년                | 659   |       | —     |
| 1890년                | 858   |       | 30.2% |
| 1900년                | 951   |       | 10.8% |
| 1910년                | 1,547 |       | 62.7% |
| 1920년                | 1,711 |       | 10.6% |
| 1930년                | 1,674 |       | −2.2% |
| 1940년                | 1,715 |       | 2.4%  |
| 1950년                | 1,556 |       | −9.3% |
| 1960년                | 2,359 |       | 51.6% |
| 1970년                | 3,140 |       | 33.1% |
| 1980년                | 4,128 |       | 31.5% |
| 1990년                | 4,022 |       | −2.6% |
| 2000년                | 4,287 |       | 6.6%  |
| 2010년                | 4,245 |       | −1.0% |
| 2019 (추산)           | 4,187 | [ 1 ] | −1.4% |
| U.S. Decennial Census |       |       |       |